# SSV 04 Wuppertal
SSV 04 Wuppertal was een Duitse voetbalclub uit Wuppertal, Noordrijn-Westfalen.

## Geschiedenis
De club werd opgericht in 1904 als SSV 04 Elberfeld. Nadat Elberfeld in 1929 samen met Barmen en Vohwinkel de nieuwe grootstad Wuppertal ging vormen werd de naam in 1939 gewijzigd in SSV 04 Wuppertal.
De club was aangesloten bij de West-Duitse voetbalbond en ging vanaf 1906 in de Bergse competitie spelen, die ze in het eerste seizoen wonnen. Hierdoor plaatste de club zich voor de West-Duitse eindronde, waar ze meteen verloren van Casseler FV 95. Na twee vicetitels achter BV Solingen 98 werd de club laatste in 1909/10. Het volgende seizoen herstelde de club zich wel met een nieuwe tweede plaats achter BV Barmen. De Bergse competitie werd nu geïntegreerd in de Noordrijncompetitie en vanaf 1913 in de Zuidrijncompetitie. Na de oorlog ging de club in de Bergisch-Markse competitie spelen. De club eindigde meestal in de middenmoot. In 1928/29 werd de club groepswinnaar, maar verloor in de finale van Fortuna Düsseldorf. Als vicekampioen mocht Elberfeld naar de West-Duitse eindronde en verloor meteen van DSC Arminia Bielefeld. De volgende jaren ging het minder goed en in 1930/31 werd de club laatste. De club werd gered door een competitie-uitbreiding en eindigde de volgende twee seizoenen in de middenmoot.
In 1933 kwam de NSDAP aan de macht die de competitie grondig herstructureerde. De West-Duitse bond en zijn acht competities verdwenen en maakten plaats voor drie Gauliga's. Elberfeld kwalificeerde zich hier niet voor en ging naar de tweede klasse. In 1936 promoveerde de club naar de Gauliga Niederrhein en eindigde enkele seizoenen in de middenmoot tot een degradatie volgde in 1939/40. Na één jaar afwezigheid keerde de club terug en werd zelfs derde. Het volgende seizoen trok de club zich tijdens het seizoen terug uit de competitie.
In 1954 fuseerde de club met TSG Vohwinkel 80 en werd zo Wuppertaler SV.

## Erelijst
Kampioen Berg
1907